# Katolická církev v Malajsii
Katolická církev v Malajsii je součástí všeobecné církve na území Malajsie, pod vedením papeže a místních biskupů sdružených do Konference katolických biskupů Malajsie, Signapuru a Bruneje (Catholic Bishops' Conference of Malaysia, Singapore and Brunei). Papež je na Filipínách zastupován od roku 2011 apoštolským nunciem v Malajsii. V Malajsii, která je multikonfesním a převážně muslimským státem, žije asi 1 milión pokřtěných katolíků, asi 4 % populace. V některých malajských státech je výrazně aplikováno islámské právo a náboženská svoboda je tam omezena.

## Administrativní členění katolické církvev Malajsii
Katolická církev v Malajsii má 9 diecézí, které jsou seskupeny do třech církevních provincií. 
- Arcidiecéze Kuala Lumpur
  - Diecéze Melaka-Johor
  - Diecéze Penang
- Arcidiecéze Kuching
  - Diecéze Miri
  - Diecéze Sibu
- Arcidiecéze Kota Kinabalu
  - Diecéze Keningau
  - Diecéze Sandakan